# Diga di Gazibey
La diga di Gazibey è una diga della Turchia. Si trova nella provincia di Sivas.